# Drapeau et armoiries de Tekax
Le drapeau de Tekax comprend les symboles de la collectivité sur un drapeau de fond blanc avec un marc d'rouge. La proportion entre la largeur et la longueur du drapeau est de quatre à sept.
Le drapeau de Tekax, symbole de la ville de l'État de Yucatán, représente les 25 étoiles de or sur fond marron. Il a été adopté le 28 avril 2010.
Tekax est la première municipalité du Yucatán à avoir adopté officiellement un drapeau municipal[réf. souhaitée]. Le drapeau est un champ marron foncé qui porte en son centre le grande étoile du or et sa devise : « Bosc » (« Tekax »).

## Armoiries

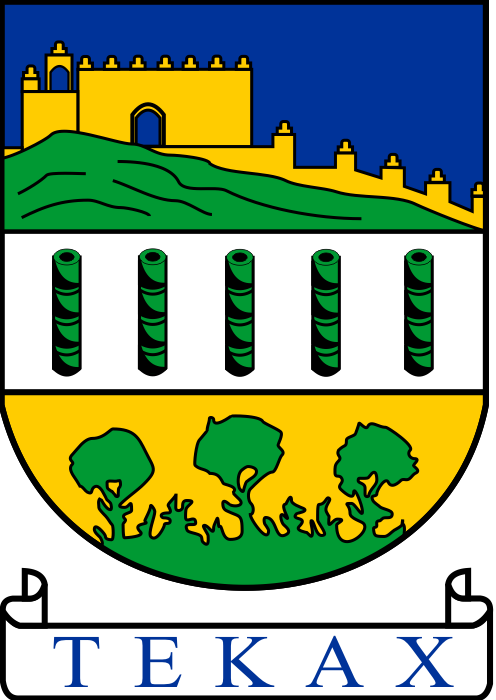
Armoiries de Tekax.

Les armoiries de la municipalité de Tekax sont l'un des symboles qui représentent cette ville du Yucatán. L'histoire, la foi et la tradition de la ville sont représentées graphiquement sur le bouclier.
Le bouclier Tekax est représenté par un champ où est représentée la colline avec l'ermitage de San Diego de Alcalá, autour d'un mur, au centre se trouvent cinq colonnes de la zone archéologique de Chacmultun et en dessous un champ avec la jungle d'arbres abondants, qui rappelle le toponyme de la commune.
En bas, il y a une devise qui dit Tekax, le nom de la commune et le siège municipal.